# Жулінь
Жулінь (кит. 儒林镇, пін. Rúlín Zhèn) — містечко у КНР, адміністративний центр Ченбу-Мяоського автономного повіту провінції Хунань.

## Географія
Жулінь розташовується на південному заході префектури Шаоян.

### Клімат
Містечко знаходиться у зоні, котра характеризується вологим субтропічним кліматом. Найтепліший місяць — липень із середньою температурою 24.7 °C (76.5 °F). Найхолодніший місяць — січень, із середньою температурою 3.4 °С (38.1 °F).
| Клімат Жуліня           | Клімат Жуліня | Клімат Жуліня | Клімат Жуліня | Клімат Жуліня | Клімат Жуліня | Клімат Жуліня | Клімат Жуліня | Клімат Жуліня | Клімат Жуліня | Клімат Жуліня | Клімат Жуліня | Клімат Жуліня | Клімат Жуліня |
| Показник                | Січ.          | Лют.          | Бер.          | Квіт.         | Трав.         | Черв.         | Лип.          | Серп.         | Вер.          | Жовт.         | Лист.         | Груд.         | Рік           |
| Середня температура, °C | 3,4           | 4,3           | 8,9           | 14,4          | 19,1          | 22,2          | 24,7          | 24,2          | 20,8          | 15,9          | 10,4          | 5,7           | 14,5          |
| Норма опадів, мм        | 61.5          | 81.5          | 117.3         | 207           | 263.4         | 237.1         | 152.5         | 158.6         | 94.8          | 108.2         | 85.5          | 48.6          | 1616          |
| Днів з опадами          | 15,9          | 15,4          | 19,5          | 21,4          | 20,1          | 18            | 14,4          | 14,9          | 11            | 14            | 14            | 13,8          | 192,4         |
| Вологість повітря, %    | 74            | 77.2          | 78.4          | 79.5          | 79.7          | 80.3          | 76.2          | 76.4          | 73.9          | 74.4          | 74.6          | 72.8          | 76.5          |
| ----------------------- | ------------- | ------------- | ------------- | ------------- | ------------- | ------------- | ------------- | ------------- | ------------- | ------------- | ------------- | ------------- | ------------- |
| Джерело: Weatherbase    |               |               |               |               |               |               |               |               |               |               |               |               |               |